# Osina (Krumsín)
Osina (deutsch Wossina) ist eine Einschicht und Dorfwüstung in der Gemeinde Krumsín in Tschechien. Sie liegt einen Kilometer südwestlich von Krumsín und gehört zum Okres Prostějov.

## Geographie
Osina befindet sich rechtsseitig über dem Quellgrund des gleichnamigen Baches in den Ausläufern des Drahaner Berglandes. Gegen Westen erstreckt sich der Truppenübungsplatz Březina. Südlich liegt der Teich Osina, südwestlich der Stalingrad, im Westen die Osinka sowie nordwestlich der Prokop und der Příhon. Im Südosten erhebt sich die Sednička (396 m. n.m.), südwestlich die Osina (Wossina-Berg; 451 m. n.m.) und im Westen der Průkles (473 m. n.m.). 
Nachbarorte sind Žárovice und Soběsuky im Norden, Krumsín im Nordosten, Alojzov und Křenůvky im Südosten, Trávníky, Prostějovičky und Čagan im Süden, Osinky im Südwesten sowie Hamry im Nordwesten.

## Geschichte
Die erste und einzige schriftliche Erwähnung des Dorfes Osina erfolgte 1590 im Urbar der Herrschaft Plumenau. Die Ursache für das Erlöschen von Osina ist nicht überliefert.
Später wurde der Name des Dorfes auf das Waldgebiet (Ossina) nördlich des Brodečka-Tales und die dortige höchste Erhebung (Wossina-Berg) übertragen. Der Standort des erloschenen Dorfes war lange Zeit nicht bekannt. Im Jahre 1986 konnte der Archäologe Jan Šrot die Ortswüstung auf den Wiesen nördlich des Osina-Teiches lokalisieren.
In Osina befindet sich heute ein Einzelgehöft, das als Waldbaumschule der Vojenské lesy a statky ČR, s. p. (VLS) genutzt wird.
2018 begann die VLS mit Arbeiten zur Revitalisierung des Teiches Osina und Anlegung eines Arboretums.